# Melancholia Haruhi Suzumiyi
Melancholia Haruhi Suzumiyi (jap. 涼宮ハルヒの憂鬱 Suzumiya Haruhi no yūutsu) – seria light novel napisana przez Nagaru Tanigawę i zilustrowana przez Noizi Ito. Powieści opowiadają o dziewczynie, która nieświadomie posiada moc zmieniania otaczającego ją świata.
Seria została zaadaptowana w formie mangi, której całość obejmuje dwadzieścia tomów. Oprócz tego powstały cztery serie mangi związane z franczyzą.
Na podstawie pierwszego tomu powieści powstała seria anime, które zostało wyreżyserowane przez Tatsuyę Ishiharę i wyprodukowane przez Kyoto Animation. Seria ta miała swoją premierę w Japonii w 2006 roku. Odcinki nie były emitowane w kolejności chronologicznej. W Polsce pierwsza seria anime została wydana bezpośrednio na DVD przez Anime Virtual. 7 lipca 2007 roku oficjalnie ogłoszono powstawanie drugiego sezonu serialu. Drugą serię wyemitowano w 2009 roku.
Oprócz tego w 2010 roku na podstawie czwartej powieści powstał film animowany, zatytułowany Suzumiya Haruhi no shōshitsu (jap. 涼宮ハルヒの消失).

## Fabuła
Kyon jest zwykłym pierwszoklasistą, który swoje fantazje o esperach, podróżnikach w czasie i kosmitach pozostawił w gimnazjum. Kiedy decyduje się porozmawiać z Haruhi, nieświadomie rozpoczyna ciąg wydarzeń, który poprowadzi go do surrealistycznych sytuacji, a w którego centrum jest Haruhi.
Szukając grupy, która ją zainteresuje, Haruhi zapisuje się i wypisuje z każdego klubu w szkole, znajdując tam jedynie niezadowolenie. Kyon czyniąc jej niewielką uwagę przypadkowo inspiruje ją do stworzenia nowego klubu, który odpowiadałby jej upodobaniom. Haruhi siłą wciąga do niego Kyona, następnie udaje jej się znaleźć i zwerbować (prośbą lub groźbą) kolejnych członków – Yuki Nagato, Mikuru Asahinę oraz Itsukiego Koizumi.
Wkrótce okazuje się, że z wyjątkiem Kyona, członkowie są tajnymi agentami różnych organizacji, wysłanymi by obserwować Haruhi. Po kolei tłumaczą, że Haruhi ma nadnaturalne zdolności do kontrolowania każdego aspektu świata — możliwości, których nie jest świadoma. Zawsze, kiedy Haruhi staje się znudzona lub w inny sposób niezadowolona rzeczywistością, nieświadomie tworzy nowy świat — bardziej odpowiadający jej zachciankom — i stara się do niego przejść, niszcząc przy tym ten poprzedni. By temu zapobiec, członkowie klubu Haruhi spędzają swój czas na próbach dostarczenia rozrywki Haruhi, hamowania jej mocy, oraz utrzymywania pozorów zwykłego życia.
W serialu nigdy nie jest do końca wytłumaczone, czy członkowie zgromadzili się wokół Haruhi z wolnej woli, z jej podświadomości, czy zostali po prostu stworzeni dla rozrywki Haruhi. Pytanie o ich pochodzenie jest motywem często powtarzającym się w serialu.

## Bohaterowie
- Kyon (jap. キョン) – narrator i główny bohater serii, licealista, który jest wyluzowany i pełen sarkazmu. Jego prawdziwe imię nie jest wyjawione; wszyscy wołają na niego Kyon, co jest przezwiskiem nadanym mu przez jego młodszą siostrę. Jest jedynym zwykłym człowiekiem w brygadzie SOS. Akcja serialu opowiadana jest z jego perspektywy.

Seiyū: Tomokazu Sugita 
- Haruhi Suzumiya (jap. 涼宮 ハルヒ Suzumiya Haruhi) – tytułowa bohaterka, przewodnicząca Brygady SOS. Jest energetyczna, kocha przygody i wykorzystuje pozostałych członków klubu do zapewnienia sobie rozrywki. Nie potrafi znieść nudy. Ma zdolność do zmieniania rzeczywistości według własnego upodobania, jednak ona sama nie jest tego świadoma.

Seiyū: Aya Hirano 
- Yuki Nagato (jap. 長門 有希 Nagato Yuki) – cicha miłośniczka książek, która stroni od nawiązywania kontaktu z innymi. W rzeczywistości jest „humanoidalnym interfejsem”, bądź sztucznym człowiekiem, stworzonym przez pozaziemską cywilizację zwaną Jednostką Integracji Danych.

Seiyū: Minori Chihara 
- Mikuru Asahina (jap. 朝比奈 みくる Asahina Mikuru) – nieśmiała drugoklasistka, która tak naprawdę jest podróżnikiem w czasie.

Seiyū: Yūko Gotō 
- Itsuki Koizumi (jap. 古泉 一樹 Koizumi Itsuki) – zawsze się uśmiecha i zawsze jest więcej niż chętny do zaspokajania dziwnych potrzeb Haruhi. Okazuje się być jednym z wielu esperów w organizacji znanej jako Agencja.

Seiyū: Daisuke Ono 
- Ryoko Asakura (jap. 朝倉 涼子 Asakura Ryōko) – przewodnicząca klasy, która została stworzona przez tę samą cywilizację co Yuki Nagato, jednak posiadają one odmienną metodykę co do sposobu obserwacji i badania zdolności, które posiada Haruhi.

Seiyū: Natsuko Kuwatani 
- Tsuruya (jap. 鶴屋さん)

Seiyū: Yuki Matsuoka 
- Taniguchi (jap. 谷口)

Seiyū: Minoru Shiraishi 
- Kunikida (jap. 国木田)

Seiyū: Megumi Matsumoto 
- Siostra Kyona (jap. キョンの妹)

Seiyū: Sayaka Aoki 

## Miejsce akcji
Miejscem akcji jest miasto Nishinomiya w Japonii – siedziba Uniwersytetu Kwansei Gakuin, gdzie studiował Nagaru Tanigawa. Nazwy prawdziwych stacji metra, szkół i zespołów baseballowych zostały nieco zmodyfikowane w anime, jednak wciąż pozostają rozpoznawalne. Dodatkowo, niektóre sceny z anime zawierają wiernie oddane scenerie z Nishinomii i okolic.

## Light novel
Powieści zostały napisane przez Nagaru Tanigawę, a zilustrowane przez Noizi Ito. Zostały wydane przez wydawnictwo Kadokawa Shoten.
Seria osiągnęła komercyjny sukces – do czerwca 2007 roku została sprzedana łącznie w ponad 4,3 miliona egzemplarzy. W kwietniu 2011 roku suma ta wzrosła do 8 milionów sprzedanych egzemplarzy w Japonii, natomiast na całym świecie sprzedaż łącznie przekroczyła 16,5 miliona egzemplarzy. Ponadto, w maju 2011 roku, pierwsze wydanie dwóch wówczas ostatnich tomów zostało wydrukowane w 513 tysiącach egzemplarzy każdy, ustanawiając tym rekord wydrukowanych kopii jednego wydania dla light novel. W grudniu 2017 roku liczba sprzedanych egzemplarzy powieści przekroczyła 20 milionów na całym świecie. 
| Nr | Tytuł                                                         | Data wydania (język japoński)                                    | ISBN (język japoński)                                                             |
| -- | ------------------------------------------------------------- | ---------------------------------------------------------------- | --------------------------------------------------------------------------------- |
| 1  | Suzumiya Haruhi no yūutsu (jap. 涼宮ハルヒの憂鬱)             | 6 czerwca 2003                                                   | ISBN 978-4-04-429201-0                                                            |
| 2  | Suzumiya Haruhi no tameiki (jap. 涼宮ハルヒの溜息)            | 30 września 2003                                                 | ISBN 978-4-04-429202-7                                                            |
| 3  | Suzumiya Haruhi no taikutsu (jap. 涼宮ハルヒの退屈)           | 27 grudnia 2003                                                  | ISBN 978-4-04-429203-4                                                            |
| 4  | Suzumiya Haruhi no shōshitsu (jap. 涼宮ハルヒの消失)          | 31 lipca 2004                                                    | ISBN 978-4-04-429204-1                                                            |
| 5  | Suzumiya Haruhi no bōsō (jap. 涼宮ハルヒの暴走)               | 30 września 2004                                                 | ISBN 978-4-04-429205-8                                                            |
| 6  | Suzumiya Haruhi no dōyō (jap. 涼宮ハルヒの動揺)               | 31 marca 2005                                                    | ISBN 978-4-04-429206-5                                                            |
| 7  | Suzumiya Haruhi no inbō (jap. 涼宮ハルヒの陰謀)               | 31 sierpnia 2005                                                 | ISBN 978-4-04-429207-2                                                            |
| 8  | Suzumiya Haruhi no fungai (jap. 涼宮ハルヒの憤慨)             | 28 kwietnia 2006                                                 | ISBN 978-4-04-429208-9                                                            |
| 9  | Suzumiya Haruhi no bunretsu (jap. 涼宮ハルヒの分裂)           | 31 marca 2007                                                    | ISBN 978-4-04-429209-6                                                            |
| 10 | Suzumiya Haruhi no kyōgaku (Zen) (jap. 涼宮ハルヒの驚愕 (前)) | 25 maja 2011 (edycja limitowana) 15 czerwca 2011 (edycja zwykła) | ISBN 978-4-04-429210-2 (edycja limitowana) ISBN 978-4-04-429211-9 (edycja zwykła) |
| 11 | Suzumiya Haruhi no kyōgaku (Go) (jap. 涼宮ハルヒの驚愕 (後))  | 25 maja 2011 (edycja limitowana) 15 czerwca 2011 (edycja zwykła) | ISBN 978-4-04-429210-2 (edycja limitowana) ISBN 978-4-04-429212-6 (edycja zwykła) |
| 12 | Suzumiya Haruhi no chokkan (jap. 涼宮ハルヒの直観)            | 25 listopada 2020                                                | ISBN 978-4-041-11430-8 (okładka twarda) ISBN 978-4-041-10792-8 (okładka miękka)   |
| 13 | Suzumiya Haruhi no gekijō (jap. 涼宮ハルヒの劇場)             | 29 listopada 2024                                                | ISBN 978-4-041-15439-7                                                            |

## Manga
Wydawnictwo Kadokawa Shoten opublikowało w swoim czasopiśmie Shōnen Ace serię mangi będącą adaptacją serii powieści, która została zilustrowana przez Gaku Tsugano. Publikowano ją od listopada 2005 roku do 26 września 2013 roku. Seria ta łącznie składa się z 20 tomów.
Oficjalna parodia serii, rysowana w formie yonkomy przez Puyo, została zatytułowana Suzumiya Haruhi-chan no yūutsu (jap. 涼宮ハルヒちゃんの憂鬱). Seria pojawia się w czasopiśmie Shōnen Ace. Kolejne rozdziały zostały wydane w formie tankōbonów. Pierwszy z nich wydano 22 maja 2008, ostatni, dwunasty tom wydano 1 maja 2019 roku.
Kolejną mangą w formacie yonkomy, była rysowana w stylu super deformed parodia oryginalnej mangi, zatytułowana Nyorōn Churuya-san (jap. にょろーん☆ちゅるやさん). Jej autorem jest Eretto (Utsura Uraraka). Pierwotnie było to dōjinshi, którego główną bohaterką jest Tsuruya. Wydana została w trzech tomach sierpniu 2006, lutym 2007 oraz w październiku 2007 roku. Manga ta została później zatwierdzona i doczekała się wydania oficjalnego – od listopada 2008 roku ukazywała się w magazynie Comp Ace.
Od lipca 2009 roku do 4 sierpnia 2016 powstawała kolejna seria mangi, zatytułowana Nagato Yuki-chan no shōshitsu (jap. 長門有希ちゃんの消失). Manga była rysowana przez Puyo i wydawana w nowo-powstałym czasopiśmie Young Ace wydawnictwa Kadokawa Shoten. Akcja mangi rozgrywa się w alternatywnej linii czasowej znanej z czwartego tomu powieści pt.: Haruhi Suzumiya no shōshitsu, gdzie Yuki Nagato jest cichą i nieśmiałą licealistką, a nie kosmitką. Pierwszy tankōbon wydano 2 lutego 2010 roku, a ostatni, dziesiąty, 4 lutego 2017 roku. Tom dziewiąty wydano także w edycji specjalnej, w zestawie z odcinkiem OVA.
Od 18 maja 2012 roku był wydawany kolejny spin-off serii, zatytułowany Koizumi Itsuki no inbō (jap. 古泉一樹の陰謀). Jego autorem również jest Puyo. Seria ta wydawana była w czasopiśmie Altima Ace, które należało do wydawnictwa Kadokawa Shoten. Wydawanie tej mangi zakończyło się wraz z dyskontynuacją czasopisma Altima Ace, 18 października 2012 roku.

## Anime
Animowana adaptacja powieści, zatytułowana Melancholia Haruhi Suzumiyi (jap. 涼宮ハルヒの憂鬱 Suzumiya Haruhi no yūutsu) została wyprodukowana przez Kyoto Animation. Reżyserem serii był Tatsuya Ishihara, natomiast muzykę do serii napisał Satoru Kōsaki. Pierwsza seria składa się z 14 odcinków, które zostały wyemitowane po raz pierwszy od 2 kwietnia do 2 lipca 2006 roku na kanale Teletama i kanałach powiązanych. Pierwotnie odcinki nie zostały wyemitowane w kolejności chronologicznej – prolog oraz siedem odcinków stanowiących adaptację pierwszego tomu serii powieści poprzeplatano z fragmentami historii z późniejszych tomów.
Według ankiety przeprowadzonej w Japonii w 2006 roku przez TV Asahi, Melancholia Haruhi Suzumiyi zajęła czwarte miejsce na liście ulubionych anime wszech czasów. Według amerykańskiego serwisu IGN anime zajęło piąte miejsce na liście najlepszych anime 2007 roku (wśród tych wydanych w Stanach Zjednoczonych).
W Japonii pierwsza seria została później wydana na siedmiu płytach DVD, zarówno w wersji zwykłej jak i limitowanej. Pierwsza płyta ukazała się 7 sierpnia 2006, siódma została wydana 5 lutego 2007 roku. Do sierpnia 2006 roku pierwsza płyta DVD została sprzedana w 70 tysiącach kopii, natomiast druga w 90 tysiącach kopii. Do końca 2007 roku limitowana edycja siódmej (ostatniej) płyty DVD została sprzedana w 45 tysiącach kopii, lądując na 16. miejscu najchętniej kupowanych płyt DVD w 2007 roku w Japonii.
W Polsce pierwszy sezon został wydany przez Anime Virtual na czterech płytach DVD.

### Lista odcinków[b]
| TV | #  | Tytuł                                                                                     | Premiera         |
| --- | -- | ----------------------------------------------------------------------------------------- | ---------------- |
| 01 | 11 | Przygody Mikuru Asahiny Asahina Mikuru no bōken Episode 00 (朝比奈ミクルの冒険 Episode00) | 2 kwietnia 2006  |
| Brygada SOS ogląda film wątpliwej jakości, w którym Mikuru Asahina gra kelnerkę-wojowniczkę podróżującą w czasie, która musi angażować się w walkę z Yuki Nagato, grającą kosmicznego magika. Mikuru przyrzeka strzec młodego mężczyznę (w tej roli Itsuki Koizumi), ale rodzi się z tego trójkąt miłosny, w którym zarówno Mikuru, jak i Yuki walczą o względy Itsukiego. Kyon jest narratorem filmu, a Haruhi Suzumiya jego reżyserem. |    |                                                                                           |                  |
| 02 | 01 | Melancholia Haruhi Suzumiyi I Suzumiya Haruhi no yūutsu I (涼宮ハルヒの憂鬱I)             | 9 kwietnia 2006  |
| Kyon rozpoczyna naukę w szkole średniej i spotyka dziwną dziewczynę o nazwisku Haruhi Suzumiya. Kiedy Haruhi przedstawia się klasie, mówi, że nie ma czasu dla normalnych ludzi i woła, by podróżnicy w czasie, kosmici i esperzy ujawnili się i dołączyli do niej. Interesuje to Kyona, który staje się pierwszą osobą, z którą Haruhi normalnie rozmawia. Rozmowa ta podsuwa jej pomysł założenia Brygady SOS. |    |                                                                                           |                  |
| 03 | 02 | Melancholia Haruhi Suzumiyi II Suzumiya Haruhi no yūutsu II (涼宮ハルヒの憂鬱II)          | 16 kwietnia 2006 |
| Haruhi zakłada Brygadę SOS z czworgiem członków: Kyonem, Yuki Nagato, Mikuru Asahiną, oraz sobą. Rozpoczyna przemeblowanie w pokoju klubowym i stwierdza, że brakuje jej komputera. Dzięki szantażowi, udaje jej się zdobyć komputer od Klubu Komputerowego mieszczącego się w sali obok. Razem z Mikuru przebierają się w kostiumy króliczka i rozdają ulotki przed głównym wejściem. Później Yuki Nagato zaprasza Kyona do swojego mieszkania i zaczyna rozwiewać tajemnicę jej i Haruhi. |    |                                                                                           |                  |
| 05 | 03 | Melancholia Haruhi Suzumiyi III Suzumiya Haruhi no yūutsu III (涼宮ハルヒの憂鬱III)       | 30 kwietnia 2006 |
| Yuki kończy swoją opowieść o Jednostce Integracji Danych i związkach tejże z nią i Haruhi. Ponadto opisuje moce Haruhi i wyjaśnia, jak to możliwe, że może w jednej chwili zniszczyć i odbudować cały świat. Kyon, choć próbuje zrozumieć całą opowieść, jest początkowo nastawiony sceptycznie. Brygada SOS powiększa się o tajemniczego ucznia z wymiany - Itsukiego Koizumiego. W dzień wolny od zajęć Brygada SOS przeszukuje miasto w grupach w celu śledzenia tajemnic, i w tym czasie Mikuru mówi Kyonowi o istnieniu podróżników w czasie. Później również Itsuki rozmawia z Kyonem, opowiadając o Agencji. |    |                                                                                           |                  |
| 10 | 04 | Melancholia Haruhi Suzumiyi IV Suzumiya Haruhi no yūutsu IV (涼宮ハルヒの憂鬱IV)          | 4 czerwca 2006   |
| Haruhi jest wyraźnie znudzona i różna od jej zwykłej, pełnej energii formy. Zastanawia to Ryōko Asakurę, przewodniczącą klasy, więc prosi Kyona o pomoc. Nieco później Kyon znajduje tajemniczy list w swojej szafce, a w nim instrukcję, by poszedł do klasy, gdzie spotyka Ryōko. Ta próbuje go zabić, ale zostaje zatrzymana przez Yuki. Później Kyon spotyka Mikuru, która przeniosła się w czasie w dorosłym wieku. Daje ona mu ważną wskazówkę dotyczącą jego przyszłości: wspomina o Królewnie Śnieżce. |    |                                                                                           |                  |
| 13 | 05 | Melancholia Haruhi Suzumiyi V Suzumiya Haruhi no yūutsu V (涼宮ハルヒの憂鬱V)             | 25 czerwca 2006  |
| Haruhi prosi Kyona o pomoc w śledztwie na temat losu Ryōko, gdyż Haruhi wierzy, iż jest to dziwne, że przeniosła się bez słowa. Po bezowocnych poszukiwaniach, Haruhi opowiada Kyonowi o swoim dzieciństwie, o tym, jak zmieniła się z przeciętnej dziewczyny w osobę, którą jest obecnie. Później Itsuki opowiada Kyonowi o teoriach Agencji na temat Haruhi, oraz prezentuje mu część swoich mocy wewnątrz zamkniętej przestrzeni. |    |                                                                                           |                  |
| 14 | 06 | Melancholia Haruhi Suzumiyi VI Suzumiya Haruhi no yūutsu VI (涼宮ハルヒの憂鬱VI)          | 2 lipca 2006     |
| Haruhi staje się zdenerwowana i zazdrosna ze względu na przyjaźń Kyona i Mikuru. Pewnej nocy, moc Haruhi uaktywnia się bez jej wiedzy. Razem z Kyonem zostają uwięzieni w zamkniętej przestrzeni wokół szkoły. Pojawiają się błękitne giganty i zaczynają niszczyć cały teren szkoły. Wraz z pojawianiem się kolejnych, Kyon i Haruhi uciekają ze szkoły. Kyon, korzystając z wcześniej danych wskazówek Yuki i Mikuru, radzi sobie z sytuacją i ucieka. |    |                                                                                           |                  |
| 04 | 07 | Nuda Haruhi Suzumiyi Suzumiya Haruhi no taikutsu (涼宮ハルヒの退屈)                       | 23 kwietnia 2006 |
| Haruhi ponownie staje się znudzona. By wyrwać się z tego stanu, zapisuje Brygadę SOS na turniej baseballowy. Ze względu na deficyt graczy, do drużyny dołączają Tsuruya, Taniguchi, Kunikida i siostra Kyona. Drużynie brakuje jednak umiejętności, ale porażka może spowodować, że Haruhi zniszczy świat. By naprawić sytuację, Yuki używa swojej mocy by zmienić bieg gry. |    |                                                                                           |                  |
| 07 | 08 | Mysteric Sign Misuterikku sain (ミステリックサイン)                                       | 14 maja 2006     |
| Strona internetowa Brygady SOS zostaje stworzona, jednak zawiera niewiele więcej niż logo klubu. W tym samym czasie Brygada dostaje swoje pierwsze zadanie - odnaleźć zaginionego przewodniczącego Klubu Komputerowego. Wizyta w jego mieszkaniu pokazuje jedynie, że jego tam nie ma, ale nic nie wydaje się nazbyt odbiegać od normy. Kiedy Brygada odchodzi, jej członkowie, ale bez Haruhi, wracają na miejsce, by stwierdzić, że za tajemnicą kryją się narysowane przez Haruhi logo Brygady, oraz Jednostka Integracji Danych.                                                                                |    |                                                                                           |                  |
| 06 | 09 | Syndrom samotnej wyspy (część 1) Kotō shōkōgun (Zenpen) (孤島症候群（前編）)              | 7 maja 2006      |
| "Daleki krewny" Itsukiego pozwala Brygadzie, razem z siostrą Kyona, spędzić trochę czasu w swojej nowo wybudowanej na bezludnej wyspie willi. W pierwszym dniu pobytu korzystają z atrakcji wyspy, ale szybko zostają zmuszeni przez sztorm, by wrócić do środka. Czekając na koniec sztormu, Haruhi wraz z przyjaciółmi bawi się wewnątrz. W tajemniczych okolicznościach znika jednak właściciel willi, i wszyscy zaczynają go szukać. W końcu Brygada odnajduje go martwego w swoim pokoju. |    |                                                                                           |                  |
| 08 | 10 | Syndrom samotnej wyspy (część 2) Kotō shōkōgun (Kōhen) (孤島症候群（後編）)               | 21 maja 2006     |
| Haruhi i Brygada SOS próbują rozwikłać zagadkę śmierci właściciela willi. Jego młodszy brat, Yutaka, początkowo staje się podejrzanym ze względu na to, że widziano go opuszczającego willę w dzień przed uderzeniem sztormu. Kyon i Haruhi prowadzą śledztwo na zewnątrz, nie zważają na sztorm, ale niczego nie znajdują. Kiedy suszą się w jaskini, Haruhi wnioskuje interesującą teorię dotyczącą tego morderstwa. Po powrocie do willi obmyślają plan rozwikłania zagadki. |    |                                                                                           |                  |
| 12 | 12 | Live Alive Raibu araibu (ライブアライブ)                                                  | 18 czerwca 2006  |
| W dniu szkolnego festiwalu kultury, członkowie Brygady SOS biorą udział w różnych przedsięwzięciach. Mikuru i jej klasa otwierają kawiarnię ze smażonym makaronem (yakisoba), Yuki próbuje swych sił jako wróżka, a Itsuki gra w teatrze. Kyon próbuje przeżyć zwykły dzień - idzie do audytorium, gdzie odbywają się koncerty muzyczne, i zasypia. Po przebudzeniu, widzi Haruhi przechadzającą się po scenie w kostiumie króliczka i z gitarą na ramionach. |    |                                                                                           |                  |
| 11 | 13 | Dzień strzelca Iteza no hi (射手座の日)                                                   | 11 czerwca 2006  |
| Z nadzieją na odzyskanie zagrabionego przez Haruhi komputera, Klub Komputerowy wyzywa Brygadę SOS na mecz w napisanej przez siebie na potrzeby szkolnego festiwalu kultury grze, zatytułowanej "The Day of Sagittarius III". Haruhi przyjmuje wyzwanie, lecz szybko okazuje się, że gra jest dużo trudniejsza, niż z początku mogło się wydawać. |    |                                                                                           |                  |
| 09 | 14 | Someday in the Rain Samudei in za rein (サムデイ イン ザ レイン)                          | 28 maja 2006     |
| Na niebie pojawia się wiele deszczowych chmur, a Haruhi wysyła Kyona po grzejnik. W tym czasie robi zdjęcia Mikuru w różnych kostiumach na potrzeby wydania DVD nakręconego przez Brygadę filmu. Itsuki pomaga, jak może, a Yuki zostaje sama, czytając. Gdy Kyon wraca, zastaje jedynie Yuki i decyduje, że poczeka na resztę, jednak zasypia. Budzi się, widząc wokół siebie jedynie Haruhi, czekającą na jego przebudzenie, by mogli wyjść. Jako że zaczęło padać, Haruhi pożycza szkolny parasol. |    |                                                                                           |                  |

### Drugi sezon
Pogłoski o powstawaniu drugiego sezonu anime zostały potwierdzone 7 lipca 2007 roku. Na początku 2009 roku w reklamie telewizyjnej marcowego numeru Newtype pojawiła się informacja, że druga seria będzie miała swoją premierę w kwietniu 2009 roku, co jednak później zostało zdementowane przez przedstawiciela Kadokawa Shoten Animation Group, który poinformował, że informacja zawarta w reklamie dotyczy ponownej emisji pierwszej serii anime. Na początku kwietnia 2009 roku, za pośrednictwem przedstawiciela stacji Teletama pojawiła się informacja, że rzekoma „reemisja” serii będzie składała się z 28 odcinków, co z kolei doprowadziło do spekulacji, że oprócz emisji pierwszej serii zostanie wyemitowany także nowy materiał. Ostatecznie odcinki pierwszej i drugiej serii zostały wmieszane między siebie i wyemitowane w fabularnej kolejności chronologicznej. Emisja rozpoczęła się 2 kwietnia 2009 roku. Pierwszym wyemitowanym odcinkiem tym razem był Melancholia Haruhi Suzumiyi I, natomiast pierwszy odcinek drugiej serii, zatytułowany Sasa no ha rapusodi (jap. 笹の葉ラプソディ), został wyemitowany 22 maja 2009 roku, jako ósmy odcinek serialu.
| TV | #  | Tytuł                                                      | Premiera         |
| -- | -- | ---------------------------------------------------------- | ---------------- |
| 8  | 1  | Sasa no ha Rhapsody Sasa no ha rapusodi (笹の葉ラプソディ) | 22 maja 2009     |
| 12 | 2  | Endless Eight Endoresu eito (エンドレスエイト)             | 19 czerwca 2009  |
| 13 | 3  | Endless Eight Endoresu eito (エンドレスエイト)             | 26 czerwca 2009  |
| 14 | 4  | Endless Eight Endoresu eito (エンドレスエイト)             | 3 lipca 2009     |
| 15 | 5  | Endless Eight Endoresu eito (エンドレスエイト)             | 10 lipca 2009    |
| 16 | 6  | Endless Eight Endoresu eito (エンドレスエイト)             | 17 lipca 2009    |
| 17 | 7  | Endless Eight Endoresu eito (エンドレスエイト)             | 24 lipca 2009    |
| 18 | 8  | Endless Eight Endoresu eito (エンドレスエイト)             | 31 lipca 2009    |
| 19 | 9  | Endless Eight Endoresu eito (エンドレスエイト)             | 7 sierpnia 2009  |
| 20 | 10 | Suzumiya Haruhi no tameiki I (涼宮ハルヒの溜息I)           | 14 sierpnia 2009 |
| 21 | 11 | Suzumiya Haruhi no tameiki II (涼宮ハルヒの溜息II)         | 21 sierpnia 2009 |
| 22 | 12 | Suzumiya Haruhi no tameiki III (涼宮ハルヒの溜息III)       | 28 sierpnia 2009 |
| 23 | 13 | Suzumiya Haruhi no tameiki IV (涼宮ハルヒの溜息IV)         | 4 września 2009  |
| 24 | 14 | Suzumiya Haruhi no tameiki V (涼宮ハルヒの溜息V)           | 11 września 2009 |

### Muzyka
Pierwsza seria anime posiada dwie czołówki. Pierwszą z nich jest utwór „Koi no Mikuru densetsu” (jap. 恋のミクル伝説), wykonywany przez Yūko Gotō (aktorkę głosową podkładającą głos Mikuru Asahinie), który został wykorzystany w odcinku Przygody Mikuru Asahiny (jap. 朝比奈ミクルの冒険 Episode00 Asahina Mikuru no bōken Episode 00). Utwór został wydany na płycie zatytułowanej Suzumiya Haruhi no tsumeawase ~TV Anime „Suzumiya Haruhi no yūutsu” geki chū kashū Single~ (jap. 涼宮ハルヒの詰合 ～TVアニメ「涼宮ハルヒの憂鬱」劇中歌集シングル～), wydany 21 czerwca 2006 roku, który zajął 5. miejsce na liście sprzedaży Oriconu i utrzymał się na niej przez 133 tygodnie. Czołówką pozostałych odcinków serii jest utwór „Bōken desho desho?” (jap. 冒険でしょでしょ?), wykonywany przez Ayę Hirano. „Bōken desho desho?” został wydany jako singiel 26 kwietnia 2006 roku, zajął 10. miejsce na liście sprzedaży Oriconu i utrzymał się na niej przez 28 tygodni.
Ending pierwszego sezonu serialu, zatytułowany „Hare hare yukai” (jap. ハレ晴レユカイ), wykonywany przez Hirano, Minori Chiharę i Yūko Gotō pojawił się w pierwszych 13 odcinkach; odcinek czternasty kończyła długa wersja utworu „Bōken desho desho?”. „Hare hare yukai” został wydany jako singiel 10 maja 2006 roku, zajął 5. miejsce na liście sprzedaży Oriconu i utrzymał się na niej przez 92 tygodnie.
Ponadto w 12. odcinku pierwszego sezonu (zatytułowanym Live Alive) pojawiły się także utwory zatytułowane „God Knows...” oraz „Lost My Music”, które wykonała Aya Hirano. Zostały wydane na tej samej płycie co utwór „Koi no Mikuru densetsu”. W odcinku jedenastym pojawiły się fragmenty IV symfonii f-moll (zw. „Fantastyczną” op. 36) autorstwa Piotra Czajkowskiego, VII symfonii C-dur (zw. „Leningradzką”, op. 60) Dmitrija Szostakowicza, a także baletu Dafnis i Chloe autorstwa Maurice Ravela. Z kolei w odcinku czternastym wykorzystano VIII symfonię Es-dur („Symfonia tysiąca”) Gustava Mahlera.
Odcinki drugiego sezonu rozpoczyna czołówka zatytułowana „Super Driver” wykonana przez Hirano. Został wydany jako singiel 22 lipca 2010 i uplasował się na 3. miejscu na liście sprzedaży Oriconu i utrzymał się na niej przez 13 tygodni. Endingiem do serii był utwór „Tomare!” (jap. 止マレ!) wykonywany przez Hirano, Chiharę i Goto. Został wydany jako singiel 26 sierpnia 2009 i uplasował się na 11. miejscu na liście sprzedaży Oriconu i utrzymał się na niej przez 8 tygodni.

### Film pełnometrażowy
Powstał pełnometrażowy film animowany zatytułowany Suzumiya Haruhi no shōshitsu (jap. 涼宮ハルヒの消失), który jest adaptacją czwartej powieści z serii Haruhi Suzumiya. Premiera filmu miała miejsce w japońskich kinach 6 lutego 2010 roku.
Czołówką filmu był utwór „Bōken desho desho?”, który służył wcześniej także jako czołówka pierwszego sezonu serialu. Napisy końcowe tego filmu zwieńczy utwór „Yasashii bōkyaku” (jap. 優しい忘却), śpiewany przez Minori Chiharę. Został on wydany jako singiel 24 lutego 2010 roku, uplasował się na 8. miejscu na liście sprzedaży Oriconu i utrzymał się na niej przez 10 tygodni.

### Spin-offy
W październiku 2008 roku ogłoszono w czasopiśmie Shōnen Ace powstanie animowanych wersji wcześniej wydanych mang: Suzumiya Haruhi-chan no yūutsu (jap. 涼宮ハルヒちゃんの憂鬱) autorstwa Puyo oraz Nyoro~n Churuya-san (jap. にょろーん☆ちゅるやさん) autorstwa Eretto. Te serie spin-off miały swoją premierę za pośrednictwem internetu, na kanale Kadokawa Anime Channel w serwisie YouTube od 13 lutego do 15 maja 2009 roku. Czołówką serii Suzumiya Haruhi-chan no yūutsu jest utwór „Ima made no arasuji” (jap. いままでのあらすじ), natomiast endingiem utwór zatytułowany „Atogaki no yō na mono” (jap. あとがきのようなもの). Oba wykonywane są przez aktorów głosowych: Hirano, Chiharę, Goto, Tomokazu Sugitę oraz Daisuke Ono. Utwory te zostały wydane na jednej płycie, która została wydana jako singiel 22 kwietnia 2009 roku.
Powstała 16-odcinkowa adaptacja mangi Nagato Yuki-chan no shōshitsu (jap. 長門有希ちゃんの消失), którą wyprodukowała firma Satelight. Reżyserem serii został Jun'ichi Wada, a Touko Machida zajęła się adaptacją scenariusza. Anime to zostało wyemitowane między kwietniem a lipcem 2015 roku. Z serią tą związany jest także odcinek OVA, wydany w październiku 2015 roku.

## Odcinki audio
Wydawnictwo Lantis wydało trzy płyty ze słuchowiskami. Pierwszą płytę zatytułowano SOS-dan radio shibu bangai-hen CD Vol.1 (jap. SOS団ラジオ支部 番外編CD Vol.1) i wydano 5 lipca 2006 roku. Drugą, zatytułowaną SOS-dan radio shibu bangai-hen CD Vol.2 (jap. SOS団ラジオ支部 番外編CD Vol.2) wydano 21 września 2006 roku. Trzecią, zatytułowaną SOS-dan radio shibu bangai-hen CD Vol.3 (jap. SOS団ラジオ支部 番外編CD Vol.3) wydano 21 grudnia 2006 roku.
| SOS-dan radio shibu bangai-hen CD Vol.1 | SOS-dan radio shibu bangai-hen CD Vol.1                                               | SOS-dan radio shibu bangai-hen CD Vol.1 |
| Nr                                      | Tytuł utworu                                                                          | Długość                                 |
| --------------------------------------- | ------------------------------------------------------------------------------------- | --------------------------------------- |
| 1.                                      | „Opening (jap. オープニング)”                                                         | 2:55                                    |
| 2.                                      | „Haruhi teki zadan kai (jap. ハルヒ的座談会)”                                         | 7:53                                    |
| 3.                                      | „Burari fushigi tansaku-tai Special (jap. ぶらり不思議探索隊スペシャル)”              | 7:12                                    |
| 4.                                      | „Hirano Aya no omotenashi (jap. 平野綾のおもてなし)”                                  | 2:08                                    |
| 5.                                      | „Original Jingle wo tsukurou (jap. オリジナルジングルを作ろう)”                       | 7:02                                    |
| 6.                                      | „Gotō Yūko no omotenashi (jap. 後藤邑子のおもてなし)”                                 | 3:19                                    |
| 7.                                      | „Suzumiya Haruhi no taikutsu shinogi Special (jap. 涼宮ハルヒの退屈しのぎスペシャル)” | 11:03                                   |
| 8.                                      | „Chihara Minori no omotenashi (jap. 茅原実里のおもてなし)”                            | 2:16                                    |
| 9.                                      | „Asahina Mikuru no daiyogen (jap. 朝比奈みくるの大予言)”                              | 5:44                                    |
| 10.                                     | „Ending (jap. エンディング)”                                                          | 2:18                                    |
|                                         |                                                                                       | 51:50                                   |

| SOS-dan radio shibu bangai-hen CD Vol.2 | SOS-dan radio shibu bangai-hen CD Vol.2 | SOS-dan radio shibu bangai-hen CD Vol.2 |
| Nr                                      | Tytuł utworu | Długość                                 |
| --------------------------------------- | --- | --------------------------------------- |
| 1.                                      | „Opening (jap. オープニング)” | 4:18                                    |
| 2.                                      | „Haruhi teki zadankai ~TV anime "Suzumiya Haruhi no yūutsu" o furikaette~ (jap. ハルヒ的座談会～ＴＶアニメ「涼宮ハルヒの憂鬱」を振り返って～)” | 7:30                                    |
| 3.                                      | „Original Jingle wo tsukurou II (jap. オリジナルジングルを作ろう II)”                                                                          | 6:05                                    |
| 4.                                      | „Burari fushigi tansaku-tai tokubetsu-hen Enii ni kike (jap. ぶらり不思議探索隊特別編・エニーに聞け！)”                                        | 23:47                                   |
| 5.                                      | „Suzumiya Haruhi no taikutsu shinogi Special (jap. 涼宮ハルヒの退屈しのぎスペシャル)”                                                          | 5:58                                    |
| 6.                                      | „Asahina Mikuru no daiyogen II (jap. 朝比奈みくるの大予言 II)”                                                                                 | 5:44                                    |
| 7.                                      | „Ending (jap. エンディング)” | 3:54                                    |
|                                         | | 57:16                                   |

| SOS-dan radio shibu bangai-hen CD Vol.3 | SOS-dan radio shibu bangai-hen CD Vol.3 | SOS-dan radio shibu bangai-hen CD Vol.3 |
| Nr                                      | Tytuł utworu | Długość                                 |
| --------------------------------------- | --- | --------------------------------------- |
| 1.                                      | „Opening (jap. オープニング)” | 6:55                                    |
| 2.                                      | „Radio zadankai "Suzumiya Haruhi no yūutsu SOS-dan radio shibu" wo furikaeru (jap. ラジオ座談会「涼宮ハルヒの憂鬱SOS団ラジオ支部」を振り返る)” | 9:02                                    |
| 3.                                      | „Original Jingle o tsukurou 3 (jap. オリジナルジングルを作ろう 3)”                                                                             | 9:59                                    |
| 4.                                      | „Fukkatsu burari fushigi tansaku-tai! (jap. 復活 ぶらり不思議探索隊!)”                                                                         | 8:16                                    |
| 5.                                      | „Fukkatsu Yuki ni kike! sono 1 (jap. 復活 有希に聞け! その1)”                                                                                  | 3:29                                    |
| 6.                                      | „Asahina Mikuru no daiyogen 3 (jap. 朝比奈みくるの大予言 3)”                                                                                   | 5:20                                    |
| 7.                                      | „Tsuruya san no me gassa o tsukare! Sōdan kōnā shutchō-ban 1 (jap. 鶴屋さんのめがっさおつかれ!相談コーナー 出張版1)”                           | 4:28                                    |
| 8.                                      | „Fukkatsu Minority Report!!! (jap. 復活 マイノリティレポート!!!)”                                                                              | 6:02                                    |
| 9.                                      | „Fukkatsu Yuki ni kike! Sono 2 (jap. 復活 有希に聞け! その2)”                                                                                  | 5:49                                    |
| 10.                                     | „Taikutsu Shinogi Special (jap. 退屈しのぎスペシャル)”                                                                                         | 4:51                                    |
| 11.                                     | „Tsuruya san no me gassa o tsukare! Sōdan kōnā shutchō-ban 2 (jap. 鶴屋さんのめがっさおつかれ!相談コーナー 出張版2)”                           | 3:54                                    |
| 12.                                     | „Ending" (jap. エンディング)” | 3:40                                    |
|                                         | | 1:11:45                                 |

Oprócz tego Lantis wydał także jeszcze jeden odcinek audio, bezpośrednio na płytę CD, który został zatytułowany Sound Around (jap. サウンドアラウンド Saundo araundo) i wydany 24 stycznia 2007 roku.
| Sound Around | Sound Around | Sound Around |
| Nr           | Tytuł utworu | Długość      |
| ------------ | --- | ------------ |
| 1.           | „Prologue ~Suzumiya Haruhi no aisatsu~ (jap. プロローグ～涼宮ハルヒのあいさつ～Purorōgu ~Suzumiya Haruhi no aisatsu~)”                             | 1:36         |
| 2.           | „After Live Alive (jap. アフター・ライブアライブ Afutā raibu araibu)”                                                                              | 8:12         |
| 3.           | „Sunday At Heavy Metal SOS Brigade (jap. サンデー・アット・ヘヴィメタSOS団 Sandē atto hevimeta SOS-dan)”                                           | 8:34         |
| 4.           | „The Audition (jap. ジ・オーディション Ji Ōdishon)”                                                                                                | 6:16         |
| 5.           | „Haruhi hensōkyoku" (jap. ハルヒ変奏曲)” | 11:10        |
| 6.           | „Hibusshitsukakusanseishindōgatakanchionpa (jap. 非物質拡散性振動型感知音波)”                                                                      | 7:39         |
| 7.           | „VS Sound Worm (Meimei, Ore) (jap. VSサウンドウォーム(命名、俺) VS Saundo Wōmu (Meimei, ore))”                                                     | 5:50         |
| 8.           | „Chaos no Voice (jap. ボイスのカオス Boisu no kaosu)”                                                                                              | 7:50         |
| 9.           | „Epilogue ~omatsurisawagi wa madamada korekara~ (jap. エピローグ～お祭り騒ぎはまだまだこれから～ Epirōgu ~ omatsurisawagi wa madamada korekara ~)” | 6:34         |
| 10.          | „First Good-Bye” | 4:36         |
|              | | 1:08:17      |

## Gry
Z franczyzą związanych jest sześć gier. Firma Namco Bandai Games napisała grę na PSP z gatunku gra przygodowa, zatytułowana Suzumiya Haruhi no yakusoku (jap. 涼宮ハルヒの約束). Gra ta została wydana 27 grudnia 2007 roku. 31 stycznia 2008 roku firma Banpresto wydała także grę na konsolę PlayStation 2 z gatunku przygodowe, zatytułowaną Suzumiya Haruhi no tomadoi (jap. 涼宮ハルヒの戸惑). W 2008 roku znalazła się ona na 95. miejscu najchętniej kupowanych gier w Japonii; została sprzedana w ponad 139 tysiącach egzemplarzy. 22 stycznia 2009 roku Kadokawa Shoten wydało grę na konsolę Wii, zatytułowaną Suzumiya Haruhi no gekidō (jap. 涼宮ハルヒの激動). Czwarta gra, wyprodukowana przez firmę Sega również na konsolę Wii, zatytułowana Suzumiya Haruhi no heiretsu (jap. 涼宮ハルヒの並列), została wydana 26 marca 2009 roku. 28 maja 2009 roku firma Sega wydała kolejną grę z serii, tym razem na konsolę Nintendo DS, która została zatytułowana Suzumiya Haruhi no chokuretsu (jap. 涼宮ハルヒの直列). 12 maja 2011 roku Namco Bandai Games wydało grę na PlayStation 3 (PS3) i PSP, zatytułowaną Suzumiya Haruhi no tsuisō (jap. 涼宮ハルヒの追想). Gra ta jest bezpośrednim sequelem filmu pełnometrażowego Suzumiya Haruhi no shōshitsu. Gra na obie konsole sprzedała się łącznie w ponad 33 tysiącach kopii przez pierwsze cztery dni od premiery.
Postaci z cyklu Haruhi Suzumiya pojawiły się także w crossoverowej grze na PSP, zatytułowanej Nendoroid Generation, która została wyprodukowana we współpracy Namco Bandai Games, Good Smile Company i Banpresto.

## Odbiór

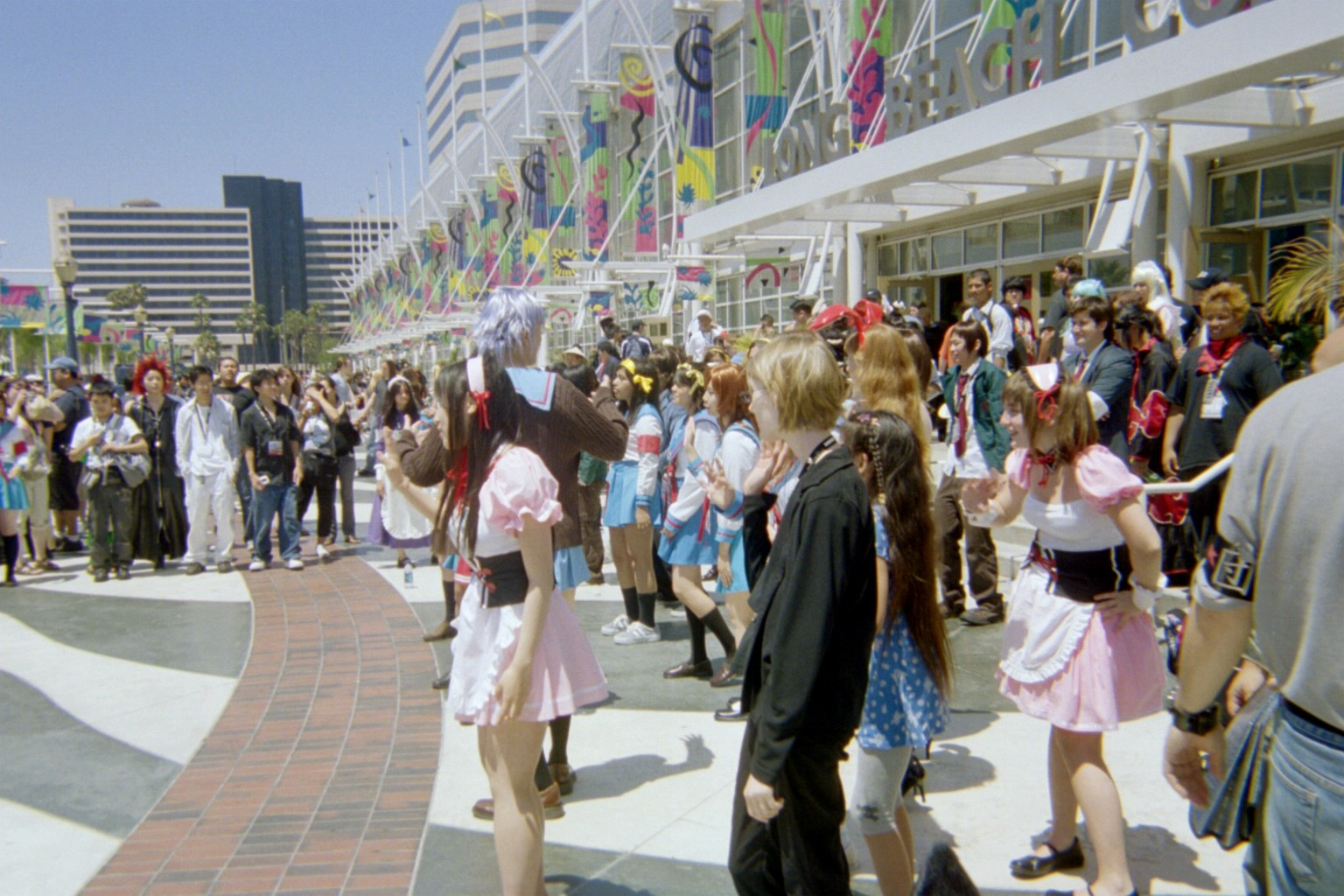
Fani serii wykonujący choreografię do „Hare hare yukai” na Anime Expo w 2007 roku.

Anime stało się pewnego rodzaju fenomenem internetowym. Za pośrednictwem platformy YouTube pojawiło się ponad 2 tysiące klipów zawierających fanowskie przeróbki i parodie związane z serią, wpływając także na zwiększenie tego serwisu w Japonii.
W grudniu 2006 roku Bandai Entertainment zarejestrowało stronę internetową pod adresem asosbrigade.com, który pojawia się w serialu. Haruhi, Yuki i Mikuru (którym głosy podłożyli oryginalni aktorzy głosowi) wspólnie z japońskim aktorem Tōmą Ikutą wystąpili w reklamie gumy Lotte Acuo w marcu 2010 roku.

### Nagrody
| Rok  | Ceremonia                                      | Kategoria                              | Nominowany                                          | Rezultat | Źródło        |
| ---- | ---------------------------------------------- | -------------------------------------- | --------------------------------------------------- | -------- | ------------- |
| 2003 | 8. nagroda Sneaker wydawnictwa Kadokawa Shoten | Wielka nagroda                         | Suzumiya Haruhi no yūutsu (light novel)             | Nagroda  | [ 89 ]        |
| 2006 | 11. Animation Kobe                             | Najlepszy program telewizyjny          | Melancholia Haruhi Suzumiyi                         | Nagroda  | [ 90 ]        |
| 2007 | 6. Tokyo Anime Awards                          | Najlepszy animowany serial telewizyjny | Melancholia Haruhi Suzumiyi                         | Nagroda  | [ 91 ] [ 92 ] |
| 2007 | 6. Tokyo Anime Awards                          | Najlepszy aktor głosowy                | Aya Hirano                                          | Nagroda  | [ 91 ] [ 92 ] |
| 2008 | SPJA Award (Anime Expo)                        | Najlepszy japoński aktor głosowy       | Tomokazu Sugita                                     | Nagroda  | [ 93 ]        |
| 2008 | SPJA Award (Anime Expo)                        | Najlepsza japońska aktorka głosowa     | Aya Hirano                                          | Nagroda  | [ 93 ]        |
| 2008 | SPJA Award (Anime Expo)                        | Najlepszy kierownik obsady             | Kaeko Sakamoto                                      | Nagroda  | [ 93 ]        |
| 2008 | SPJA Award (Anime Expo)                        | Najlepsze projekty postaci             | Shōko Ikeda                                         | Nagroda  | [ 93 ]        |
| 2008 | SPJA Award (Anime Expo)                        | Najlepsza postać żeńska                | Haruhi Suzumiya                                     | Nagroda  | [ 93 ]        |
| 2008 | SPJA Award (Anime Expo)                        | Najlepsza piosenka                     | „Hare Hare Yukai”                                   | Nagroda  | [ 93 ]        |
| 2009 | 14. Animation Kobe                             | Network Award                          | Suzumiya Haruhi-chan no yūutsu & Nyorōn Churuya-san | Nagroda  | [ 94 ]        |